# Onthophagus lenis
Onthophagus lenis là một loài bọ cánh cứng trong họ Bọ hung (Scarabaeidae).